# Atanycolus calophrys
Atanycolus calophrys är en stekelart som beskrevs av Roy D. Shenefelt 1943. Atanycolus calophrys ingår i släktet Atanycolus och familjen bracksteklar. Inga underarter finns listade.